# Bagnols-sur-Cèze
Bagnols-sur-Cèze (okcitansko Banhòus de Céser) je naselje in občina v južnem francoskem departmaju Gard regije Languedoc-Roussillon. Naselje je leta 2008 imelo 18.506 prebivalcev.

## Geografija
Kraj leži v pokrajini Languedoc ob reki Cèze, 48 km severovzhodno od Nîmesa.

## Uprava
Bagnols-sur-Cèze je sedež istoimenskega kantona, v katerega so poleg njegove vključene še občine Cavillargues, Chusclan, Codolet, Connaux, Gaujac, Orsan, Le Pin, La Roque-sur-Cèze, Sabran, Saint-Étienne-des-Sorts, Saint-Gervais, Saint-Michel-d'Euzet, Saint-Nazaire, Saint-Paul-les-Fonts, Saint-Pons-la-Calm, Tresques in Vénéjan s 33.922 prebivalci.
Kanton Bagnols-sur-Cèze je sestavni del okrožja Nîmes.

## Zanimivosti
- romanska cerkev sv. Janeza Krstnika iz 11. stoletja,
- osrednji trg Mallet z arkadami,
- muzej sodobne umetnosti,
- muzej Albert-André z zbirko impresionistov in post-impresionistov 19.  in 20. stoletja,
- arheološki muzej Léon-Alègre z zbirko najdb z bližnjih antičnih nahajališč

## Pobratena mesta
- Braunfels (Hessen, Nemčija),
- Carcaixent (Valencia, Španija),
- Eeklo (Flandrija, Belgija),
- Feltre (Benečija, Italija),
- Kiskunfélegyháza (Južna velika ravnina, Madžarska),
- Newbury, Berkshire (Anglija, Združeno kraljestvo).